# مین‌روب تیپ ۳۱۲
مین‌روب تیپ ۳۱۲ (به انگلیسی: Type 312 minesweeper) یک کشتی است که طول آن  ۲۰٫۹ متر (۶۸ فوت ۷ اینچ) می‌باشد.